# 王庆 (平昌郡公)
王庆（？—？），字兴庆，太原郡祁县（今山西省晋中市祁县）人，西魏、北周、隋朝官员。

## 生平
王庆的父亲王回是北魏灵州刺史、怀德县公。王庆年少时有悟性，富有才干与谋略。王庆起初跟随宇文泰征伐，弘农之战|收复弘农]]，参与沙苑之战，都有战功，常常获得特殊的奖赏。大统十年（544年），王庆出任殿中将军。周孝闵帝元年（557年），周孝闵帝宇文觉登基，晋公宇文护引荐王庆担任典签。王庆明辨事物的关键，逐渐受到宇文护的亲近优待，后升任大都督。武成元年（559年），王庆凭借前后功劳，获赐爵位始安县男。武成二年（560年），王庆代理小宾部。保定二年（562年），王庆出使吐谷浑，与吐谷浑可汗夸吕划分疆土，仍商议和睦交好的事宜。夸吕心悦诚服，派遣亲信跟随王庆前往北周朝贡。
起初，突厥与北周和亲，答应将女儿嫁给北周皇帝为皇后。北齐得知此事后，害怕突厥和北周形成联合之势，也派使者到突厥求婚，赠送的财物很丰厚。突厥贪图北齐的众多礼物，就答应与北齐联姻。北周朝廷议论认为西魏时期与柔然联姻，就被北齐离间产生二心。如今恐怕再有改变，想派使者交结突厥。于是任命王庆为左武伯，作为杨荐的副使出使突厥。保定三年（563年），北周进攻北齐的并州。王庆带领突厥骑兵，与随公杨忠到太原而回。因为北齐答应送回周武帝宇文邕的姑姑和伯母，北周朝廷就与其来往交好。突厥听到这个消息，又产生疑虑阻隔，于是朝廷再次派遣王庆前往开导。突厥可汗感动喜悦，交结友好如同当初一般。保定五年（565年），王庆与宇文贵出使突厥迎娶突厥公主。从此，由于王庆在北番信用卓著，多年出使突厥。
后来王庆再度出使突厥，适逢突厥木杆可汗突然死亡，突厥对王庆说：“前后使者来到，遇上我们国丧的，都割面流血，表示哀痛。况且现今两国联姻，难道能不实行这种做法吗？”王庆严辞拒绝。突厥看见王庆坚守正道，最终不敢相逼。周武帝听说此事后，便嘉奖王庆。记录王庆前后出使的功劳，升任开府仪同三司、兵部中大夫，进爵为公。
王庆之后历任丹州、中州二州刺史，行政严谨有法度，官吏不敢欺骗。建德四年（575年）闰十月，北齐将军尉相贵进犯大宁县，延州总管王庆击败并赶走了尉相贵，王庆又率领绥州刺史耿雄渡过黄河，击败北齐薛王。大象元年（580年），王庆出任小司徒，加上大将军、总管汾石二州五镇诸军事、汾州刺史，又出任延州总管，进位柱国。开皇元年（581年），王庆进爵为平昌郡公。王庆最终在任内去世，朝廷赠予上柱国，谥号莊，儿子王淹继承爵位  。

## 家庭

### 夫人
- 拓跋真玉，追尊魏昭成帝拓跋什翼犍后裔，北魏上蔡公元荣兴第五女，建德二年二月廿五日（573年4月12日）之前去世[12]

### 子女
- 王淹，隋朝平昌郡公
- 王韶，隋朝内史舍人、赵州刺史
- 王崇，隋朝千牛、太子舍人、直阁、朝请大夫、始安郡公

## 延伸阅读
[在维基数据编辑]
 《周書·卷33》，出自令狐德棻《周書》
 《北史/卷069》，出自李延壽《北史》